# Cricău
Cricău (em húngaro: Boroskrakkó, Krakkó, em alemão: Krakau) é uma comuna romena localizada no distrito de Alba, na região histórica da Transilvânia. A comuna possui uma área de 51,03 km² e sua população era de 2 143 habitantes segundo o censo de 2007.